# Nazionale maschile di hockey su pista dell'Austria
La Nazionale di hockey su pista dell'Austria è la selezione maschile di hockey su pista che rappresenta l'Austria in ambito internazionale. Attiva dal 1990 opera sotto la giurisdizione della Federazione di pattinaggio dell'Austria.

## Palmares
- Campionato mondiale B/Intercontinental Cup: 1

Canelones 2014

## Partecipazioni ai principali tornei internazionali
- 1936 Non partecipante
- 1939 Non partecipante
- 1947 Non partecipante
- 1948 Non partecipante
- 1949 Non partecipante
- 1950 Non partecipante
- 1951 Non partecipante
- 1952 Non partecipante
- 1953 Non partecipante
- 1954 Non partecipante
- 1955 Non partecipante
- 1956 Non partecipante
- 1958 Non partecipante
- 1960 Non partecipante
- 1962 Non partecipante
- 1964 Non partecipante
- 1966 Non partecipante
- 1968 Non partecipante
- 1970 Non partecipante
- 1972 Non partecipante
- 1974 Non partecipante
- 1976 Non partecipante
- 1978 Non partecipante
- 1980 Non partecipante
- 1982 Non partecipante
- 1984 Non partecipante
- 1986 Non partecipante
- 1988 Non partecipante
- 1989 Non partecipante
- 1991 Non partecipante
- 1993 Non partecipante
- 1995 Non partecipante
- 1997 Non partecipante
- 1999 Non partecipante
- 2001 Non partecipante
- 2003 Non partecipante
- 2005 Non partecipante
- 2007 Non partecipante
- 2009 Non partecipante
- 2011 Non partecipante
- 2013 Fase a gironi
- 2015 Fase a gironi
- 2017 Non partecipante
- 2019 Non partecipante

- 1984 Non partecipante
- 1986 Non partecipante
- 1988 Non partecipante
- 1990 Fase a gironi
- 1992 Fase a gironi
- 1994 Fase a gironi
- 1996 Fase a gironi
- 1998 Quarti di finale
- 2000 Fase a gironi
- 2002 Quarti di finale
- 2004 Quarti di finale
- 2006 Fase a gironi
- 2008 Quarti di finale
- 2010 4º posto
- 2012 3º posto
- 2014 Campione

- 2017 4º posto
- 2019 Non partecipante

- 2017 Non partecipante
- 2019 5º posto

- 1926 Non partecipante
- 1927 Non partecipante
- 1928 Non partecipante
- 1929 Non partecipante
- 1930 Non partecipante
- 1931 Non partecipante
- 1932 Non partecipante
- 1934 Non partecipante
- 1937 Non partecipante
- 1938 Non partecipante
- 1957 Non partecipante
- 1959 Non partecipante
- 1961 Non partecipante
- 1963 Non partecipante
- 1965 Non partecipante
- 1967 Non partecipante
- 1969 Non partecipante
- 1971 Non partecipante
- 1973 Non partecipante
- 1975 Non partecipante
- 1977 Non partecipante
- 1979 Non partecipante
- 1981 Non partecipante
- 1983 Non partecipante
- 1985 Non partecipante
- 1987 Non partecipante
- 1990 Non partecipante
- 1992 Non partecipante
- 1994 Fase a gironi
- 1996 9º posto
- 1998 Fase a gironi
- 2000 Non partecipante
- 2002 Fase a gironi
- 2004 Non partecipante
- 2006 Quarti di finale
- 2008 Non partecipante
- 2010 Quarti di finale
- 2012 Non partecipante
- 2014 Non partecipante
- 2016 Quarti di finale
- 2018 Fase a gironi